# Котеску, Октавиан
Октавиан Котеску (род. 14 февраля 1931, Дорохой — ум. 22 августа 1985, Бухарест) — румынский актёр. Его артистическая карьера включает в себя многочисленные роли в кино, а также в театре, в основном в Театре Буландра в Бухаресте, где он был коллегой Томы Караджиу, Штефана Бэникэ, Марин Морару, Джины Патричи, Виктора Ребенджюка, Флориана Питиша, Родики Тапалагэ, Илеаны Предеску, Петрика Георгиу, Ирины Петреску, Иона Бесою, Кока Андронеску, Дана Нуцу. Он также был одним из популярных исполнителей на телевидении и радио. Его сценическая деятельность дополнялась преподавательской карьерой в качестве профессора Института театра и кинематографии «И. Л. Караджале» (IATC) в Бухаресте, где он также занимал должность ректора в период 1981—1985 гг. Среди его лучших учеников — Горациу Малэле, Стелиан Нистор, Дан Кондураке, Розина Камбос, Мария Плоэ.
Октавиан Котеску был депутатом Великого национального собрания с 1975 по 1980 год.

## Биография
14 февраля 1931 года в Дорогое уезда Ботошань родился Октавиан Котец, будущий актёр, в семье мастера-цефериста Илие Котеца (1902 г.р.) и Анастасии Лазэр (1911 г.р.). Через три года отец переехал в Яссы по работе. Семья жила в павильонах CFR, на улице Аврора, в Копоу. Дедушка и бабушка по отцовской линии были крестьянами из коммуны Мирослава Ясского уезда. Октав ездил к ним всего несколько раз и ненадолго, в отпуск. Вместо этого он проводит лето со своей матерью и сестрой Миоарой (Мария, родилась 29 августа 1934 г.) в Ботошани, со своими бабушкой и дедушкой по материнской линии, Петру Лазаром, машинистом локомотива, и Марией Лазар, домохозяйкой. Они жили на улице Cronicar Neculce No. 12, где у них была небольшая ферма с фруктовым садом. Октав продолжал приезжать в Ботошани к своей тете Екатерине Лазэр, где проводил каникулы, бродя по городу и его окрестностям даже после того, как бабушки скончались.
В период 1938—1942 гг. в Яссах посещал курсы начальной школы на ул. Тома Козма, район Аврора. После окончания начальной школы в 1942 году поступил в Национальное училище в Яссах .
Мать работала телеграфисткой на железнодорожном вокзале CFR Яссы. В 1943 году родители развелись. Весной бабушка и дедушка из Ботошани и двое детей едут в Тимишоару. Мама служила телеграфисткой на железнодорожной станции Тимишоара. Получили жилье в районе Фрателия. Отец служил в Цыненях, уезда Вылча .
В 1944 г. — несколько учеников Национальной средней школы в Яссах, в том числе Октав, поступили в Военную среднюю школу, перевелись из Ясс в Тимишоару, а затем в Питешти до лета 1945 года, плсде чего вернулись в свои старые школы после упразднения Высшей военной школы.

## Семья
Октавиан Котеску был женат на актрисе Валерии Сечу. Александру Котеску — сын Октавиана Котеску и Валерии Сечу. Александру Котеску блистал в фильме «Пакала» (1974), но позже пошел по монашескому пути. Живёт в Ватопедском монастыре на Афоне, в Греции, приняв церковное имя Даниил. Работал над переводом важной антологии богослужебных текстов и житий святых.

## Награды
Награждён орденом Труда III степени (1964) и  орденом «За заслуги перед культурой» 3-й степени (1967) «За особые заслуги в области драматического искусства».

## Театр

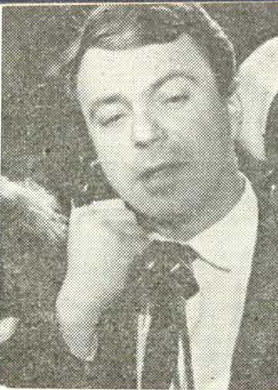
Октавиан Котеску (1980-е)

12 мая 1951 года дебютировал на сцене театра Буландра (в то время Муниципального театра) в спектакле «Лес» по пьесе Александра Островского. Сотрудничал с Teatrul Mic в Бухаресте и с театрами в провинции, в Сату-Маре или Орадя.